# Burgstall Altenkünsberg
Der Burgstall Altenkünsberg, auch Kindesberg genannt, ist eine abgegangene Burg auf der Gemarkung Neuhof bei Altenkünsberg, einem heutigen Stadtteil von Creußen im Landkreis Bayreuth in Bayern.
Die Burg wurde um 1220 von der Herren von Künsberg als Stammsitz erbaut. Von 1404 bis 1417 wurde ein Neubau errichtet und 1461 zerstört. Im frühen 16. Jahrhundert wurde die Burg wieder aufgebaut und 1591 erneut zerstört. 1791 wurde sie abgebrochen. Als weitere Besitzer werden auch die Herren von Stein genannt.
Der Kartograph der Plassenburg Johann Christoph Stierlein fertigte 1792 einen detailgetreuen Plan der Burgruine. Der Plan zeigt die gedrungene Anlage auf einer Bergkuppe an den Weiler anschließend. Neben einer viereckigen Umfassungsmauer mit unterschiedlich langen Seiten sind noch Reste einer Gebäudemauer zu erkennen.
Von der kleinen Burganlage sind noch Fundamente der etwa zwei Meter starken Ringmauer und Reste des Halsgrabens erhalten. Die Reste des Mauerwerks, die zum Teil in einem Bauernhaus verbaut sind, bestehen aus Buckelquadern, Bruchstein und Sandstein.